# Стойчо Стойчев (поет)
Вижте пояснителната страница за други личности с името Стойчо Стойчев.
Стойчо Вълчев Стойчев е български поет, журналист, общественик и политик.

## Биография
Стойчо Стойчев е роден на 6 ноември 1937 г. в село Осларка, Чирпанско. Завършва българска филология в Софийски университет „Св. Климент Охридски“. Работи като журналист, уредник на къща музей „Гео Милев“ в Стара Загора, редактор на литературния алманах „Хоризонт“ и на сп. „Участие“. Народен представител е в VII велико народно събрание и XXXVI народно събрание. Член на Съюза на българските писатели. Носител на Национална награда за поезия „Гео Милев“ (1989). През септември 2000 г. е обявен посмъртно за Почетен гражданин на Стара Загора. Умира на 2 май 1996 г. в Стара Загора.